# Таллин-Вяйке (станция)
Таллин-Вяйке (эст. Tallinn-Väike) — железнодорожная станция в Таллине. Находится на расстоянии 4 километров к югу от Балтийского вокзала.
На станции Таллин-Вяйке расположена одна низкая платформа. На станции останавливаются все пассажирские поезда юго-западного направления. Время движения с Балтийского вокзала — 7 минут.

## Фотогалерея

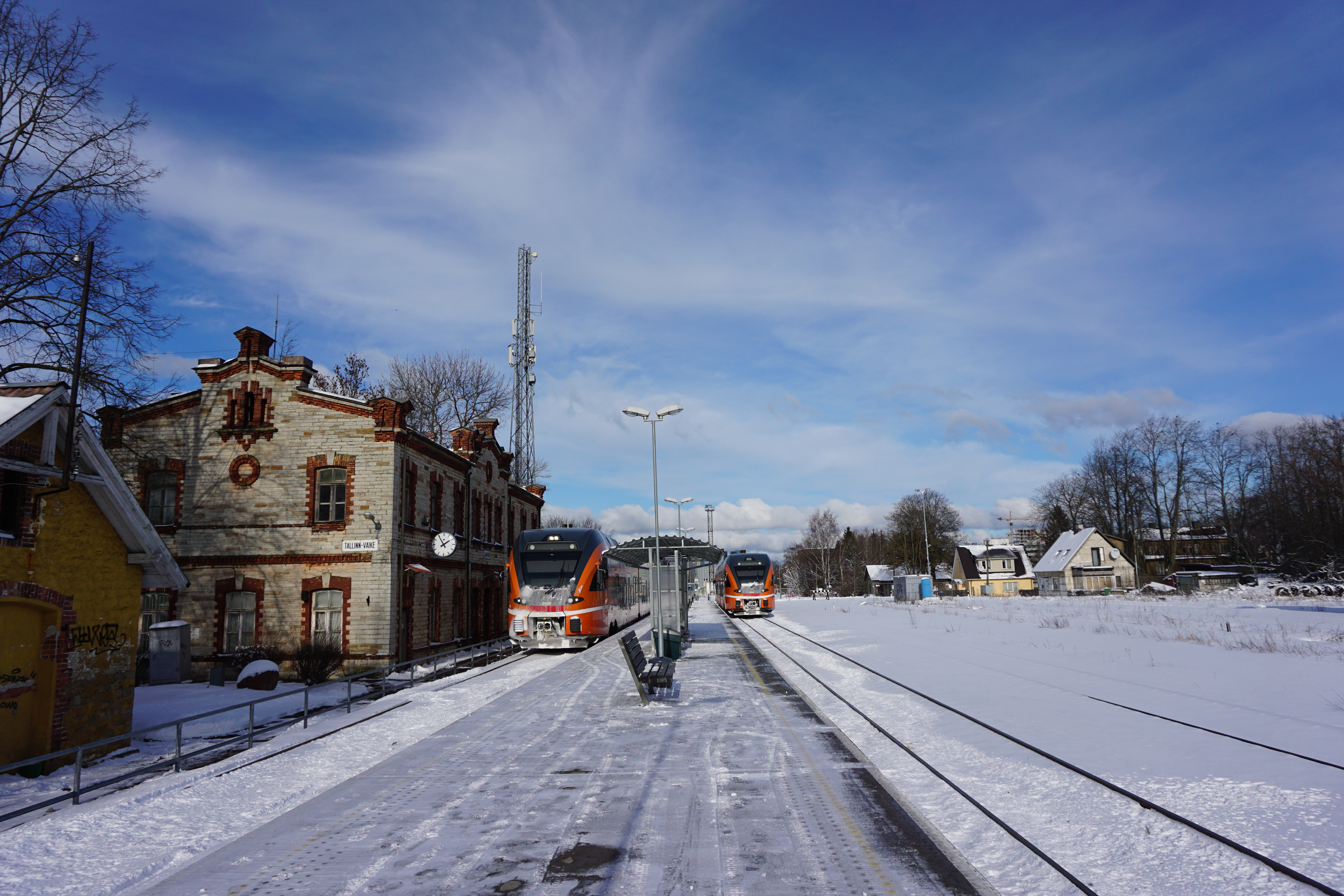
Перрон